# Ґурдвара Сіс-Ґандж-Сагіб
Ґурдвара Сіс-Ґандж-Сагіб (Gurudwara Sis Ganj Sahib) — сикхська ґурдвара (храм) районі Чандні-Човк Старого Делі, розташована на місці, на якому була кремована голова («сіс») дев'ятого сикхського гуру Гуру Теґх Бахадура, який був страчений в 1675 році за наказом могольського імператора Ауранґзеба через відмову перейти в іслам.
| Прапор Індії | Це незавершена стаття про Індію. Ви можете допомогти проєкту, виправивши або дописавши її. |